# Rimae Chacornac
Le Rimae Chacornac sono una struttura geologica della superficie della Luna.